# Fern Prairie (Washington)
Fern Prairie  est une census-designated place américaine de l'État de Washington dans le comté de Clark. 
La population était de 1 884 habitants en 2010.